# Michael Heinloth
Michael Heinloth (Roth, 9 februari 1992) is een Duits profvoetballer die doorgaans als vleugelverdediger speelt. 

## Clubcarrière

### Duitsland
Heinloth doorliep de jeugdopleiding van 1. FC Nürnberg en speelde drie seizoenen voor het tweede team in de Regionalliga Süd. In 2013 verhuisde hij naar SC Paderborn 07, dat uitkwam in de 2. Bundesliga. Met die ploeg promoveerde hij in 2014 naar het hoogste niveau in Duitsland, de Bundesliga. Paderborn degradeerde dat seizoen echter meteen weer naar de 2. Bundesliga en het seizoen erop, in 2015/16 degradeerde Paderborn opnieuw, naar het derde niveau van Duitsland.

### N.E.C.
Op 18 juli 2016 tekende Heinloth transfervrij een contract voor twee jaar met een optie op nog een seizoen bij N.E.C., op dat moment actief in de Eredivisie. Op 5 augustus 2016 maakte hij zijn debuut voor N.E.C. tegen PEC Zwolle. Op 5 maart 2017 scoorde Heinloth zijn eerste goal voor de club. In de met 3-1 gewonnen thuiswedstrijd tegen Heracles Almelo was de rechtsback verantwoordelijk voor de tweede treffer. Op 28 mei 2017 degradeerde Heinloth met NEC naar de Eerste divisie. In 2018 liep zijn contract in Nijmegen af.

### Zagłębie Sosnowiec
Op 20 juli 2018 ondertekende hij een contract voor één seizoen met een optie op nog een jaar bij de Poolse club Zagłębie Sosnowiec die net naar de Ekstraklasa gepromoveerd was. Met de club degradeerde hij dat seizoen.

### FC Ingolstadt
In juni 2019 ging Heinloth naar FC Ingolstadt dat uitkomt in de 3. Liga. In 2021 promoveerde hij met zijn club via de playoffs naar de 2. Bundesliga waaruit Ingolstadt in 2022 weer degradeerde. Hierna liep zijn contract af.

### Clubstatistieken
| Seizoen | Club           | Competitie          | Competitie | Competitie | Beker | Beker | Overig | Overig | Totaal | Totaal |
| Seizoen | Club           | Competitie          | Wed.       | Dlp.       | Wed.  | Dlp.  | Wed.   | Dlp.   | Wed.   | Dlp.   |
| ------- | -------------- | ------------------- | ---------- | ---------- | ----- | ----- | ------ | ------ | ------ | ------ |
| 2010/11 | FC Nürnberg II | Regionalliga Süd    | 3          | 0          | 0     | 0     | —      | —      | 3      | 0      |
| 2011/12 | FC Nürnberg II | Regionalliga Süd    | 32         | 0          | 0     | 0     | —      | —      | 32     | 0      |
| 2012/13 | FC Nürnberg II | Regionalliga Bayern | 34         | 1          | 0     | 0     | —      | —      | 34     | 1      |
| 2013/14 | SC Paderborn   | 2. Bundesliga       | 25         | 0          | 1     | 0     | —      | —      | 26     | 1      |
| 2014/15 | SC Paderborn   | Bundesliga          | 21         | 0          | 0     | 0     | —      | —      | 21     | 0      |
| 2015/16 | SC Paderborn   | 2. Bundesliga       | 18         | 0          | 2     | 0     | —      | —      | 20     | 0      |
| 2016/17 | N.E.C.         | Eredivisie          | 21         | 1          | 0     | 0     | 4      | 0      | 25     | 1      |
| 2017/18 | N.E.C.         | Jupiler League      | 27         | 3          | 3     | 0     | 2      | 0      | 32     | 3      |
| 2018/19 | Z. Sosnowiec   | Ekstraklasa         | 29         | 0          | 0     | 0     | 0      | 0      | 29     | 0      |
| 2019/20 | FC Ingolstadt  | 3. Liga             | 18         | 0          | 0     | 0     | 1      | 0      | 19     | 0      |
| 2020/21 | FC Ingolstadt  | 3. Liga             | 37         | 0          | 1     | 0     | 2      | 0      | 40     | 0      |
| 2021/22 | FC Ingolstadt  | 3. Liga             | 25         | 0          | 2     | 0     | 0      | 0      | 27     | 0      |
| Totaal  | Totaal         | Totaal              | 290        | 5          | 9     | 0     | 9      | 0      | 308    | 5      |

Bijgewerkt op 31 januari 2023.